# F-19

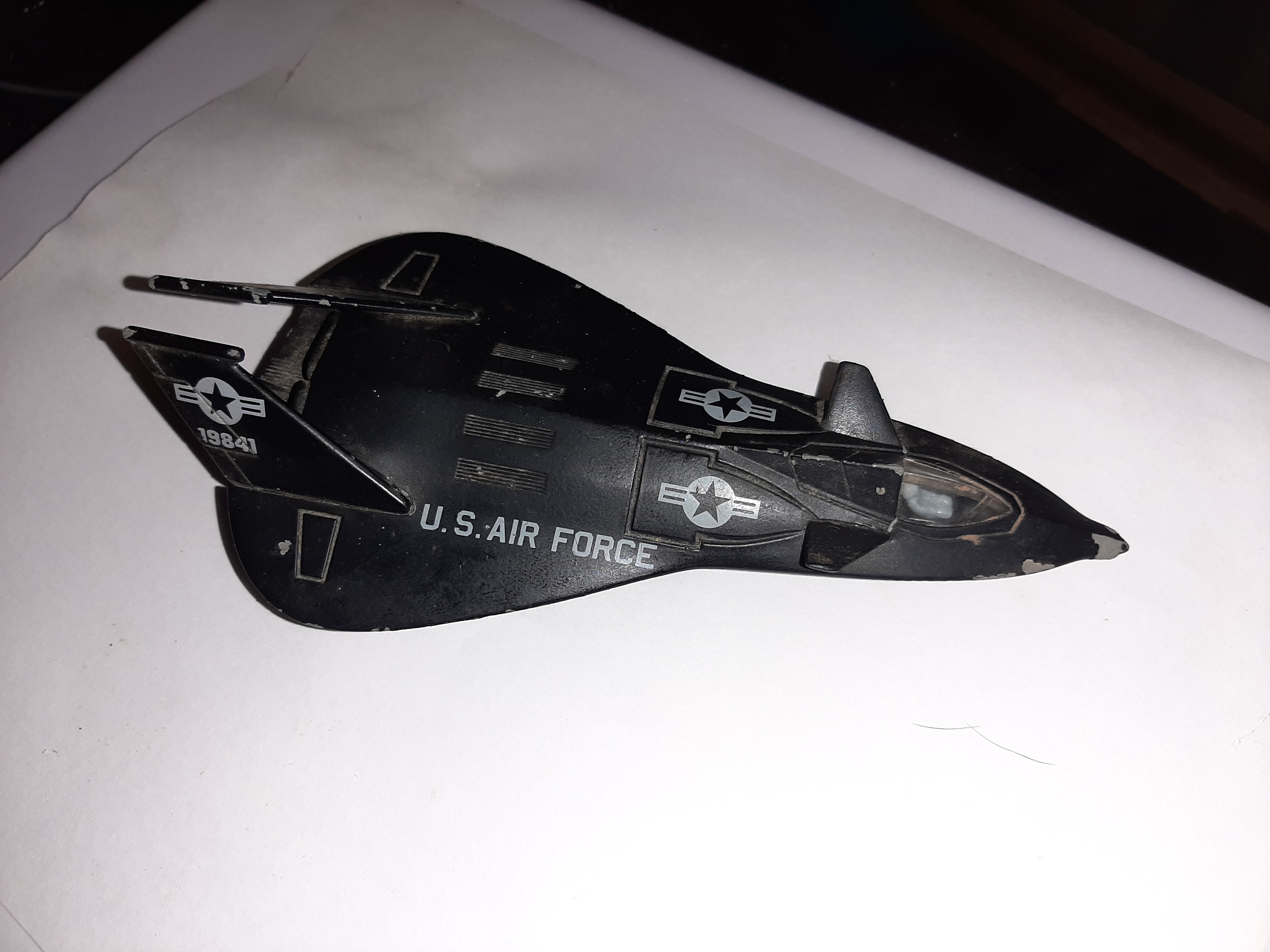
F-19 ERTL diecast toy.

F-19 là tên định danh cho loại máy bay tiêm kích giả thuyết của Hoa Kỳ chưa bao giờ được công nhận chính thức, nó đã làm dấy lên nhiều đồn đoán về loại máy bay tồn tại trong vòng bí mật.